# Archidiocèse d'Olomouc
L'archidiocèse d'Olomouc (tchèque : Arcidiecéze Olomouc, latin : Archidioecesis Olomucensis), anciennement le diocèse d'Olomouc, est un archidiocèse catholique romain en République tchèque. Le siège archiépiscopal se trouve à Olomouc (Moravie).

## Géographie
L'archidiocèse est situé dans la partie orientale de la République tchèque et comprend toute la région de Zlín, les districts d'Olomouc, de Prostějov, Přerov et de Šumperk dans la région d'Olomouc ; une partie des districts de Blansko, Hodonín et Vyškov dans la région de Moravie du Sud ; et la partie orientale des districts d'Ústí nad Orlicí et de Svitavy dans la région de Pardubice.
Le siège archiépiscopal est basé à Olomouc, où se trouve la cathédrale Saint-Venceslas. Velehrad abrite le plus important sanctuaire marial de la République tchèque, la basilique Notre-Dame-de-l'Assomption-et-des-Saints-Cyrille-et-Méthode (cs). Il existe deux autres basiliques mineures sur le territoire : la basilique Notre-Dame-de-l'Assomption à Hostýn, et celle de la Visitation à Svatý Kopeček.

## Histoire
Créé en 1063 en tant que diocèse d'Olomouc, sur un territoire détaché de l'ancien diocèse de Prague (aujourd'hui métropolitain) et promu le 5 décembre 1777 archidiocèse métropolitain d'Olomouc, perdant un territoire pour créer le diocèse de Brno (de). En 1788, il gagne des territoires du diocèse de Wrocław (Breslau, Silésie), en 1863 échange des territoires avec le diocèse morave de Brno.
Le 15 mars 1945, il perd du territoire au profit de l'administration apostolique d'Opole ; mais le 31 mai 1978, il en reprend sur l'administration apostolique de Český Těšín (en), supprimée.
Le 30 mai 1996, il perd à nouveau de son territoire pour établir le diocèse d'Ostrava-Opava (de), comme suffragant.
Le pape Jean-Paul II s'y est rendu en avril 1990 et en mai 1995.